# Лимидо
Лимидо (итал. Limido Comasco) је насеље у Италији у округу Комо, региону Ломбардија.
Према процени из 2011. у насељу је живело 2756 становника. Насеље се налази на надморској висини од 277 м.

## Становништво
Према резултатима пописа становништва 2011. у општини је живело 3.793 становника.
| 1936. | 1951. | 1961. | 1971. | 1981. | 1991. | 2001. | 2011. |
| ----- | ----- | ----- | ----- | ----- | ----- | ----- | ----- |
| 1.192 | 1.228 | 1.275 | 1.420 | 1.811 | 2.045 | 2.265 | 3.793 |